# Anjalankoski
Anjalankoski was tussen 1975 en 2009 een gemeente en stad in de Finse provincie Zuid-Finland en in de Finse regio Kymenlaakso. De gemeente had een oppervlakte van 726 km² en telde 17.301 inwoners in 2003. 
Anjalankoski ontstond in 1975 uit de samenvoeging van Anjala en Sippola. Het kreeg een jaar later stadsrechten. De voornaamste kernen in de gemeente waren de industrieplaatsen Inkeroinen en Myllykoski. Bestuurscentrum was Keltakangas. Sinds 2009 maakt Anjalankoski deel uit van Kouvola.
Hamina · Iitti · Kotka · Kouvola · Miehikkälä · Pyhtää · Virolahti
Voormalige gemeenten:
Anjala · Anjalankoski · Elimäki· Haapasari · Jaala · Karhula · Kuusankoski · Kymi · Sippola · Suursaari · Tytärsaari · Valkeala · Vehkalahti